# 로코코 건축
로코코 건축은 루이 15세가 프랑스를 통치했던 1715년부터 1774년까지 유행했으며, 조개, 곡선, 마스카롱, 아라베스크, 기타 고전적 요소와 같은 로카유 모티프를 사용하는 것이 특징인 매우 화려하고 풍부한 건축 양식이다. 로코코 양식은 파사드, 코니스, 페디먼트와 같은 초기 바로크 양식의 대칭성을 버리고, 대신 고전적인 규칙성을 유지하면서도 유연하고 시각적으로 매력적인 양식을 만들어냈다. 노출된 석회암과 광범위한 금붙임과 같은 바로크 건축의 특징적인 어두운 요소들은 파란색, 초록색, 분홍색을 포함한 밝은 파스텔 색상으로 대체되었다.
주로 18세기 유럽과 관련된 로코코 건축의 도상학은 이후 수세기 동안 전 세계의 다양한 건축 양식에 상당한 영향을 미쳤다. 이러한 양식에는 네덜란드 식민지 건축, 프랑스 식민지 건축, 신고전주의 건축, 그리스 리바이벌 건축, 벨 에포크, 제2제정 양식, 빅토리아 건축, 아르데코, 아르누보 건축 등이 있다.
로코코 건축의 가장 크고 잘 알려진 사례로는 독일의 님펜부르크 궁전과 상수시 궁전, 스웨덴 스톡홀름의 룬사 궁전과 살스타 궁전과 같은 왕궁 및 기타 웅장한 주택이 있다. 러시아에서는 알렉산드르 궁전, 예카테리나궁, 겨울 궁전이 대표적인 예이다. 많은 곳이 보존되어 역사적인 주택 박물관으로 사용되고 있다.

## 외부 디자인 및 안드레아 팔라디오의 콰트로 리브리

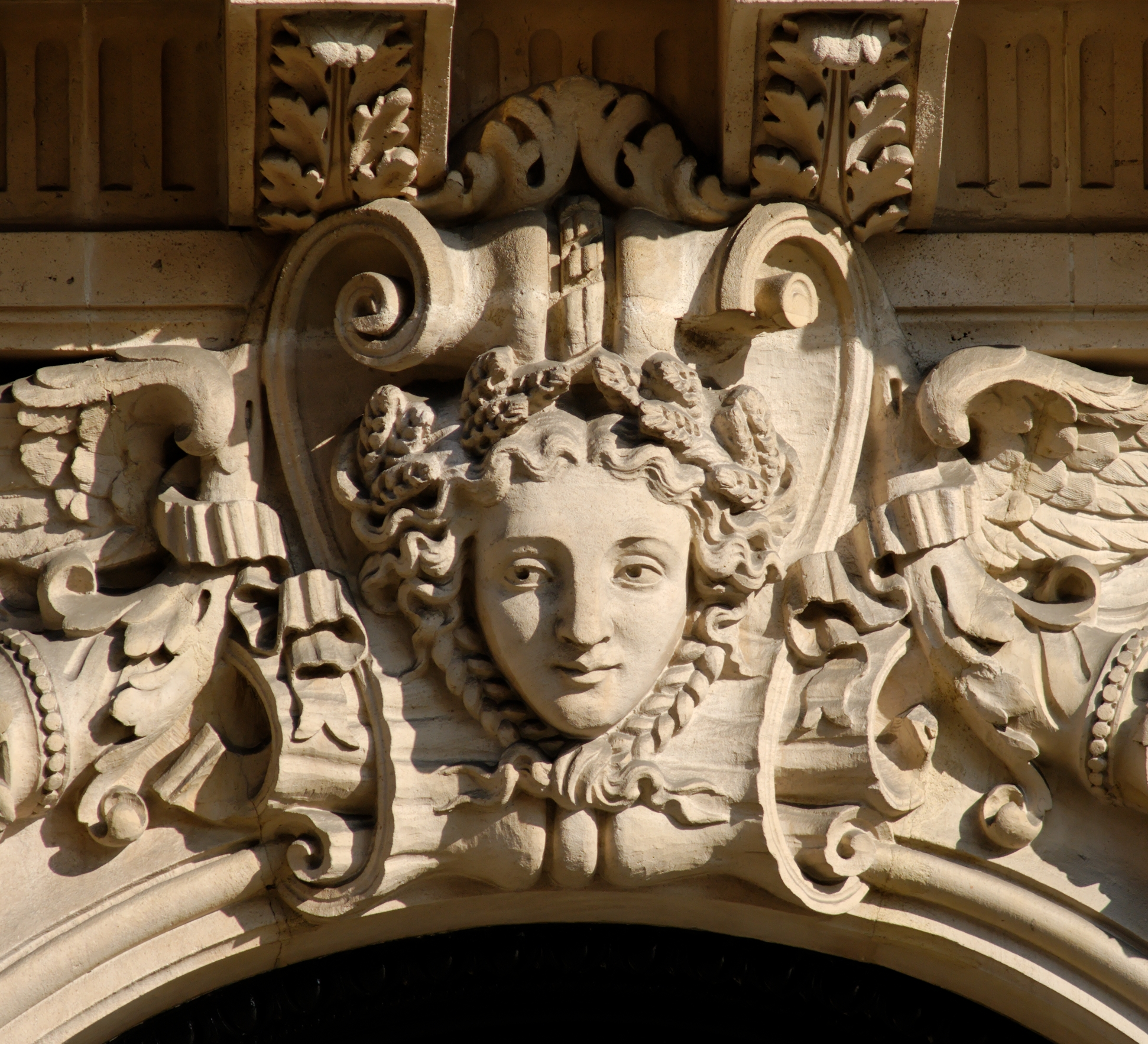
프랑스 파리 오페라 거리 8번가의 마스카롱

18세기 건축은 대칭적 디자인의 고전적 이상에 깊은 영향을 받았으며, 기둥, 주두, 페디먼트, 아키트레이브, 조각상 및 기타 외부 장식과 같은 요소를 돋보이게 했다. 1570년 이탈리아에서 출판된 안드레아 팔라디오의 콰트로 리브리 델라르키테투라 (건축 4서)에 요약된 원칙은 제2천년기 후반 내내 영향력을 유지했다. 이 원칙들은 르네상스 건축, 바로크 건축, 로코코, 신고전주의 건축, 그리스 리바이벌 건축을 포함한 다양한 건축 양식의 기초가 되었다. 이는 방 배치와 외부 입면의 기본 디자인을 위한 템플릿을 제공했다.
로코코 시대에 건축가들은 비대칭 형태, 기발한 곡선, 밝은 색상을 포함하기 위해 이러한 고전적 템플릿을 적용하여 더욱 역동적이고 매력적인 디자인을 만들었다. 일부 건축 역사가들은 로코코 시기를 후기 바로크 양식의 연속으로 간주할 수 있지만, 이는 주로 독립적인 건축 디자인으로 인식된다.
18세기 후반에 이르러 로코코 양식은 사치스러운 카르투슈, 화려한 곡선, 과도한 금붙임으로 특징지어지는 정교하고 웅장한 표현으로 점점 더 여겨졌다. 이에 대한 반응으로, 고대 그리스와 고대 로마를 연상시키는 더 단순하고 알레고리적 형태와 모티프로 돌아가려는 신고전주의 양식이 등장했다. 이러한 건축 양식은 아칸투스 잎, 큐피드, 푸토, 그리스 및 로마 신들의 형상과 같은 우의적 모티프를 꾸준히 통합하여 세련됨과 도덕적 안정의 이미지를 전달했다. 많은 로코코 건축 프리즈의 중심에는 마스카롱이 있었는데, 이는 그 표정에 따라 환영의 상징 또는 억제의 기능을 하는 우의적인 얼굴이었다.

## 내부 요소 및 고전적 우의적 모티프

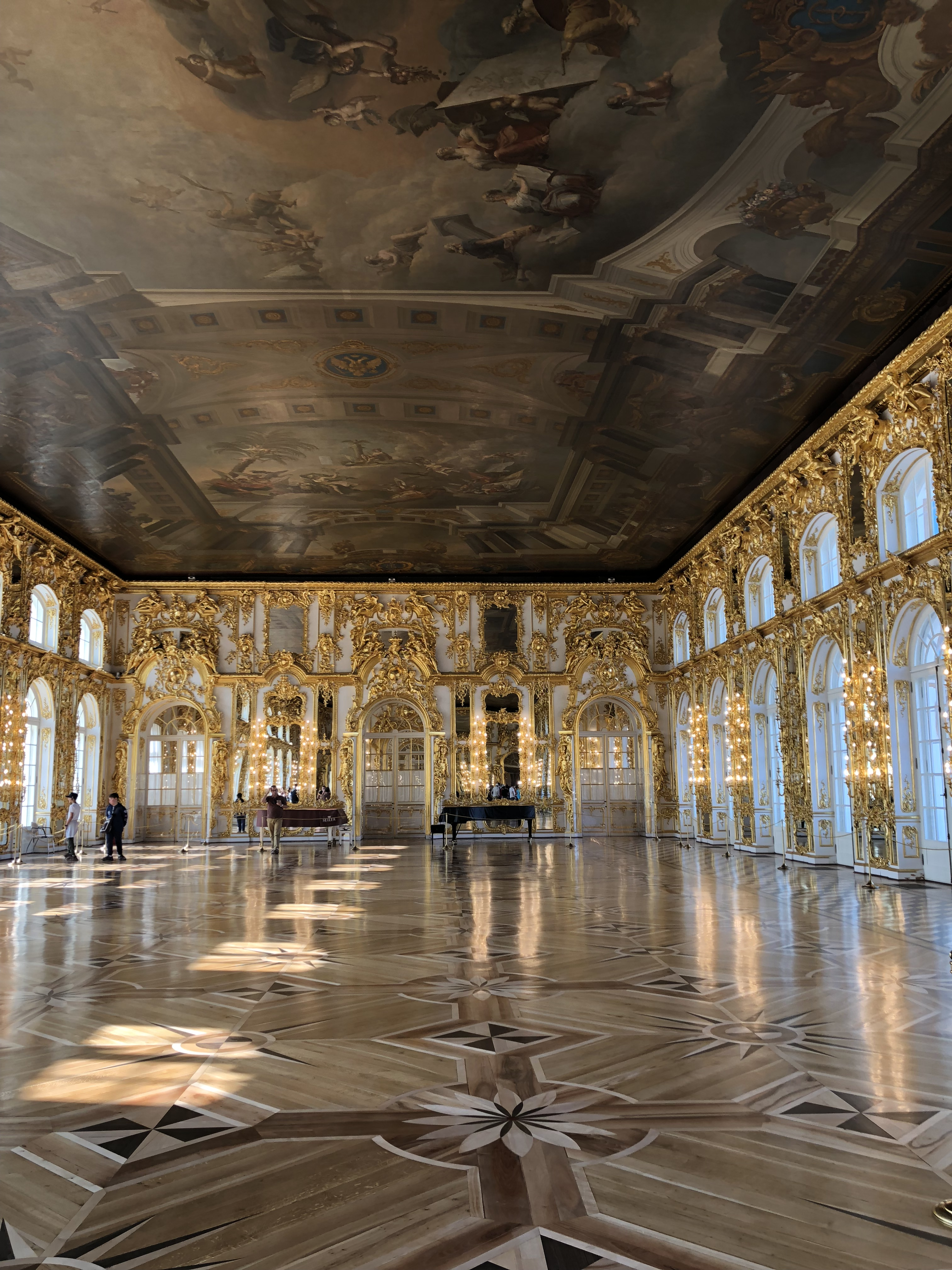
러시아 차르스코예 셀로의 예카테리나궁에 있는 프란체스코 라스트렐리의 황금 에필라드 방의 무도회장

로코코 건물 내부는 거주자와 방문객 모두에게 복잡한 디테일과 편안함의 분위기를 투영하도록 의도되었다. 프랑스의 오텔 드 수비스와 러시아의 예카테리나궁이 대표적인 예인데, 이곳에서는 거울과 큰 창문을 광범위하게 사용하고, 아라베스크가 있는 금테로 둘러싸여 있어 무도회장, 전실, 국빈 식당과 같은 공간에 넓고 밝은 내부를 만들었다. 이러한 환경은 플라스터워크, 수금도금, 상감 세공 및 쪽매 세공 마루, 그리고 채색되고 금도금된 천장화로 더욱 강화되었다.

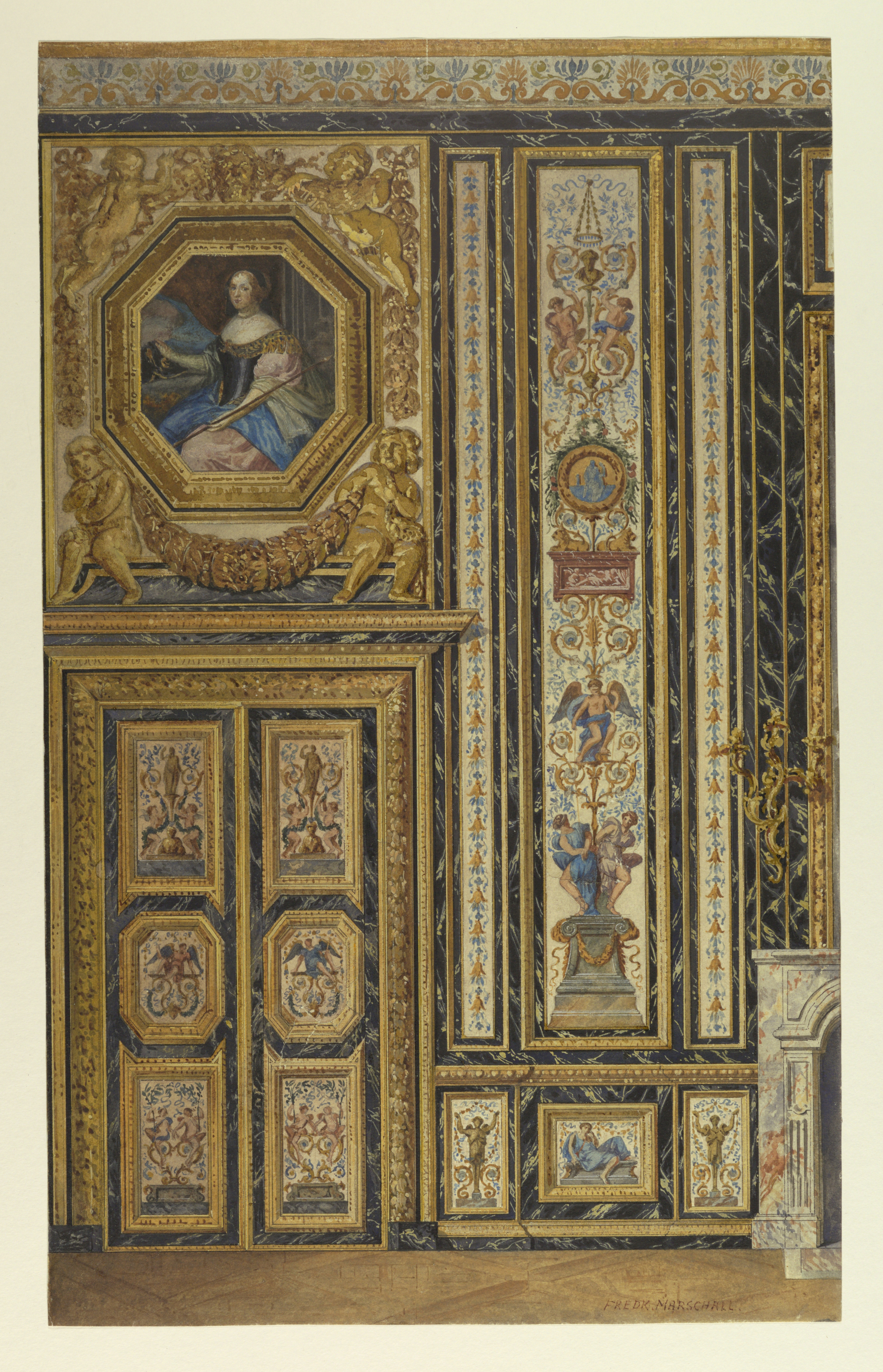
프랑스 퐁텐블로의 퐁텐블로궁에 있는 아라베스크 벽 패널

액자식 또는 오목한 벽 패널에 자주 사용되거나, 트롱프뢰유 기법을 사용하여 3차원 경계의 착시를 일으키기 위해 평평한 벽에 직접 적용된 아라베스크는 장식 전략의 일부였다. 이 패널들은 외부 디자인과 마찬가지로 아칸투스 잎, 꽃병, 마스카롱과 같은 고전적인 우의적 모티프도 특징으로 했다. 또한, 유럽인의 중국 및 동아시아 미술 해석을 반영한 시누아즈리 도상학이 널리 퍼져 있었다. 모티프는 상감 세공 목공예 또는 옻칠한 비취와 같은 재료를 사용하여 채색되거나, 석회로 칠해지거나, 상감될 수 있었다. 예카테리나궁에서는 독특하게도 이러한 디자인이 여러 색상의 호박 패널에도 통합되었다.
로코코 시대의 가구와 장식 미술품은 기능적이면서도 편안하도록 디자인되었다. 초기 바로크 시대의 크고 어두운 금테 목재 의자와는 대조적으로, 로코코 가구는 일반적으로 밝은 쿠션으로 덮여 있었고 적당히 많이 사용하도록 제작되었다. 연질자기 명판과 같은 장식 요소는 옷장, 코모드, 콘솔 테이블, 서기 책상, 필기 책상과 같은 가구에 종종 상감되었다. 진자 시계와 꽃병을 포함한 보완적인 장식품들이 로코코 실내 장식을 완성했다.

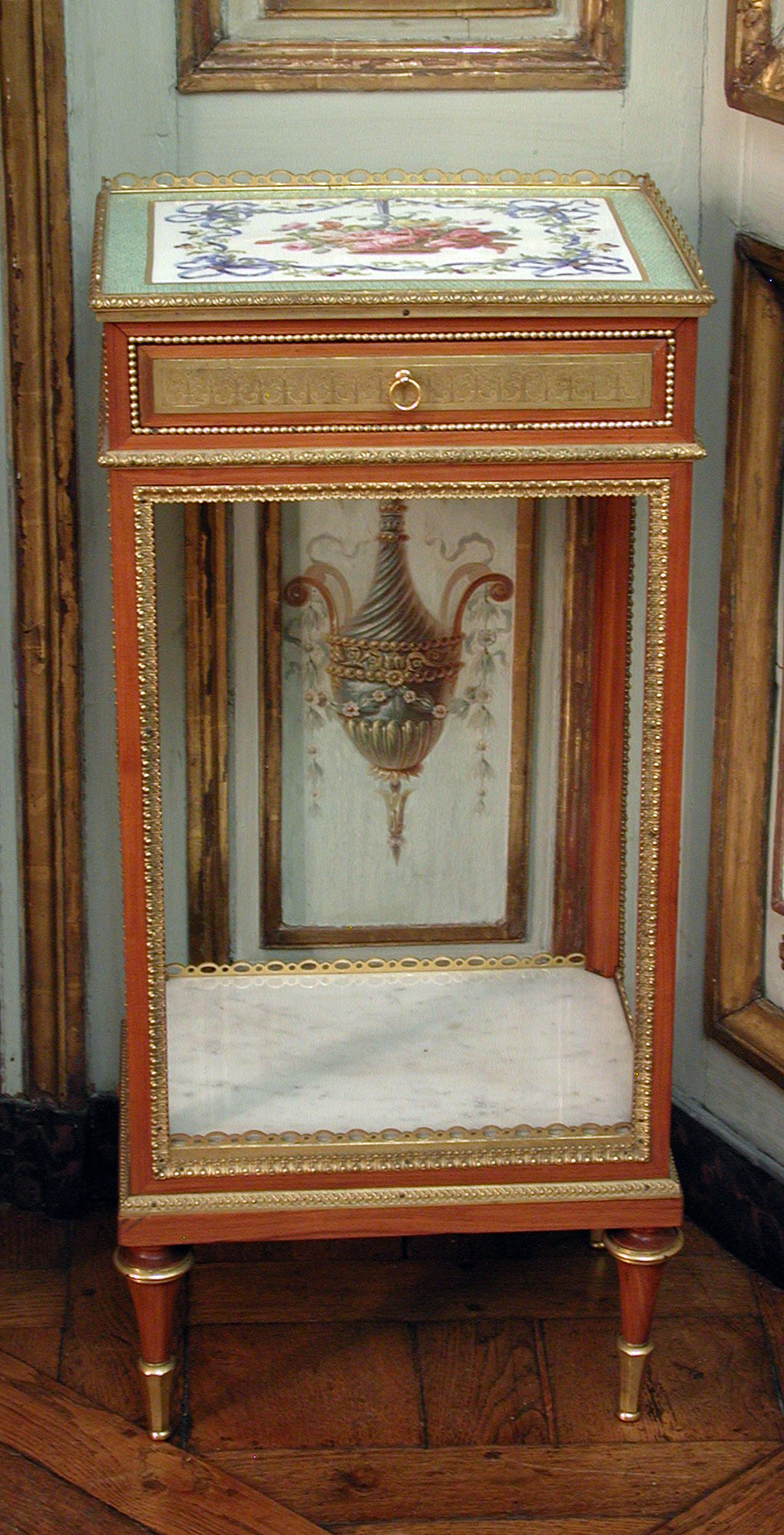
세브르 자기 연질자기 명판이 상감된 콘솔 테이블

### 바닥
로코코 시대에는 목재 바닥에 종종 쪽매 세공이 사용되었는데, 이는 다양한 색상으로 염색된 목재 패널을 상감하는 디자인 기법이었다. 이 패널들은 대칭적이고 시각적으로 매력적인 패턴으로 배열되었다.

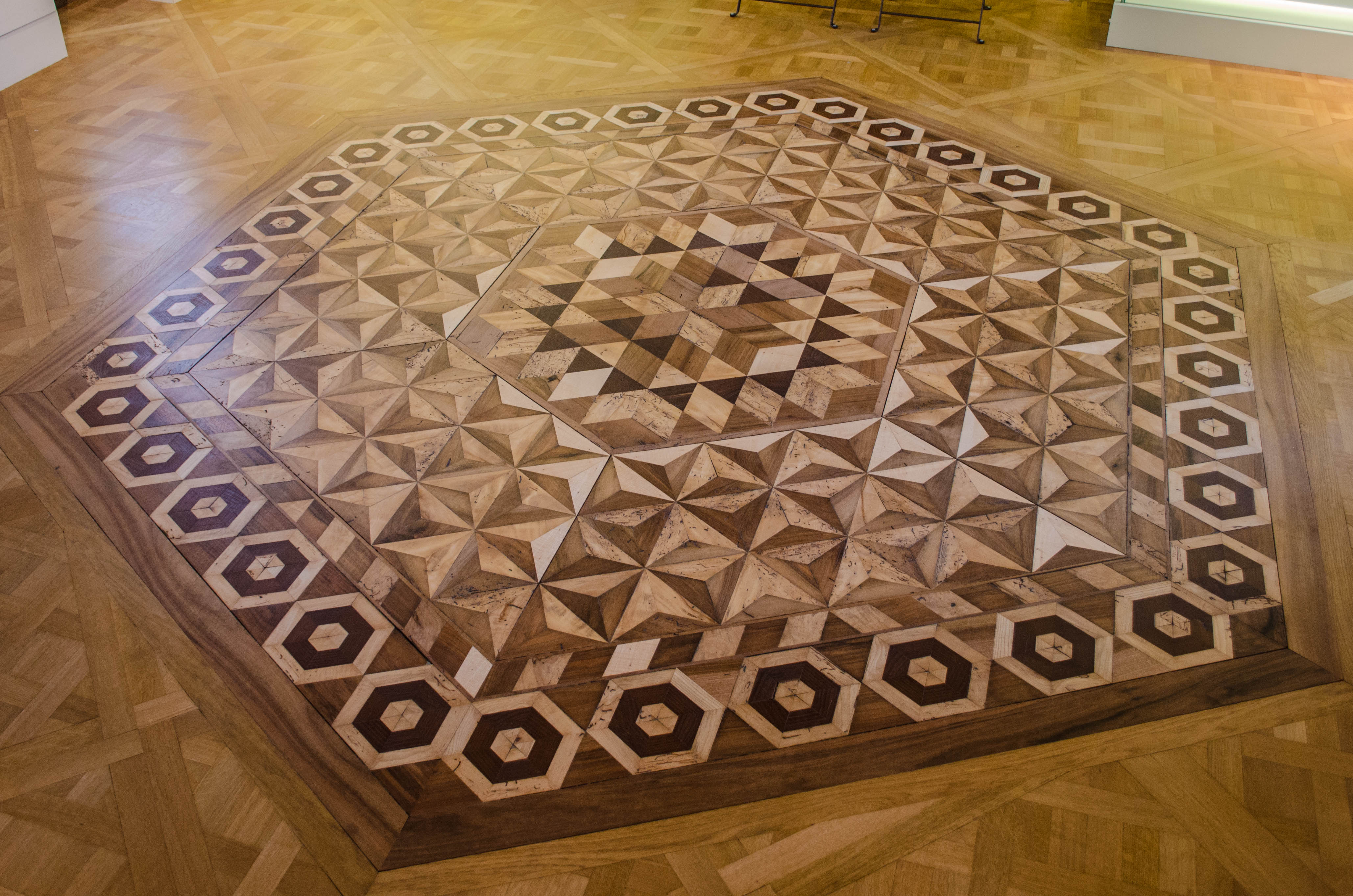
프랑스 발랑스의 발랑스 미술관에 쪽매 세공 목공예로 상감된 바닥

### 천장화
대형 로코코 건물에서는 종종 천장화라고 불리는 천장에 고대 그리스 신화와 로마 신화를 비롯한 다른 고전적 및 우의적 모티프 장면들이 그려지고 금박으로 장식되었다. 이러한 장식은 시각적으로 아름다운 실내 디자인 요소로서의 목적과 사회적 가치 표현이라는 이중 목적을 가졌다.

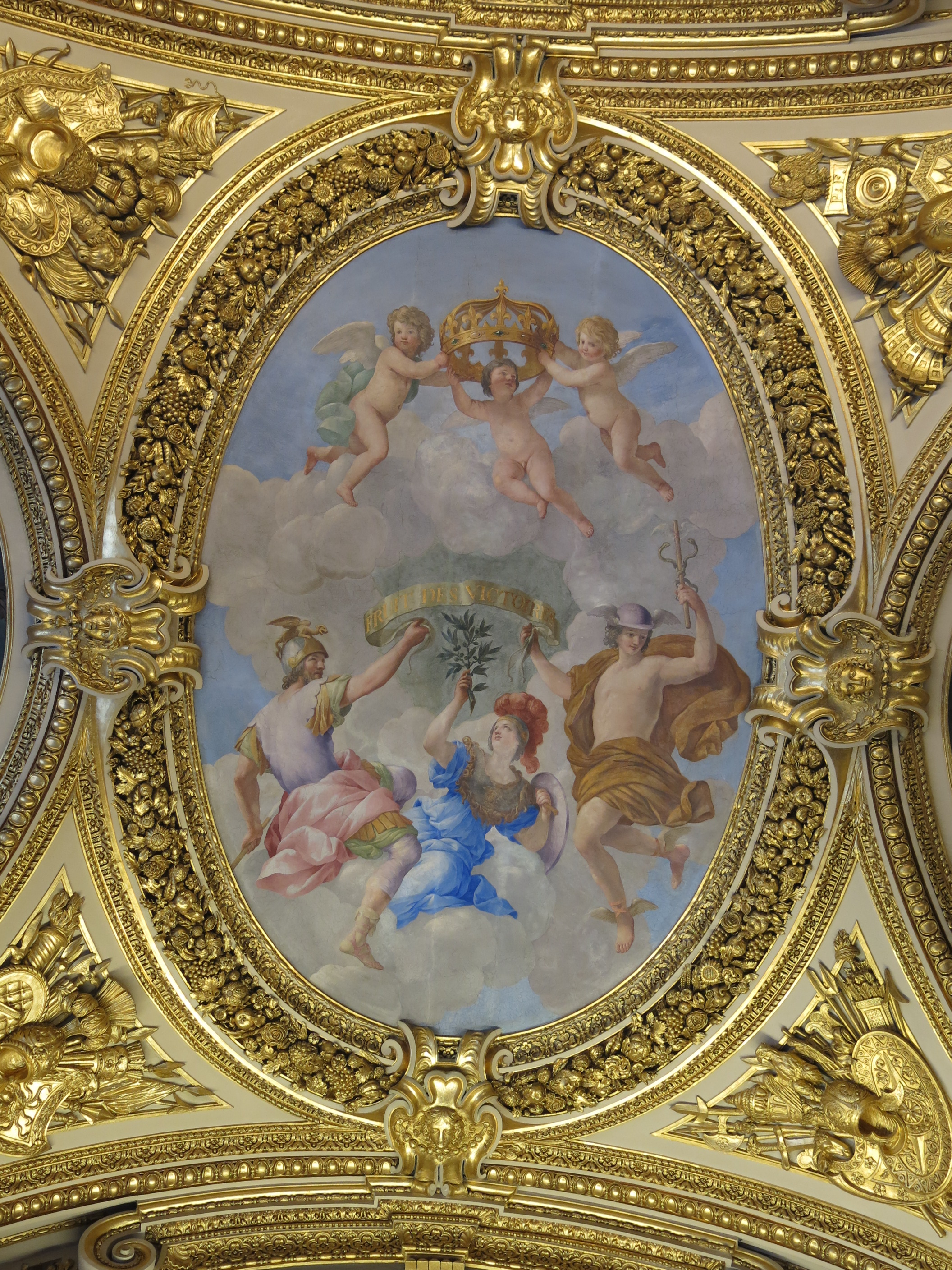
프랑스 파리 루브르궁의 살롱 드 라 페의 천장화

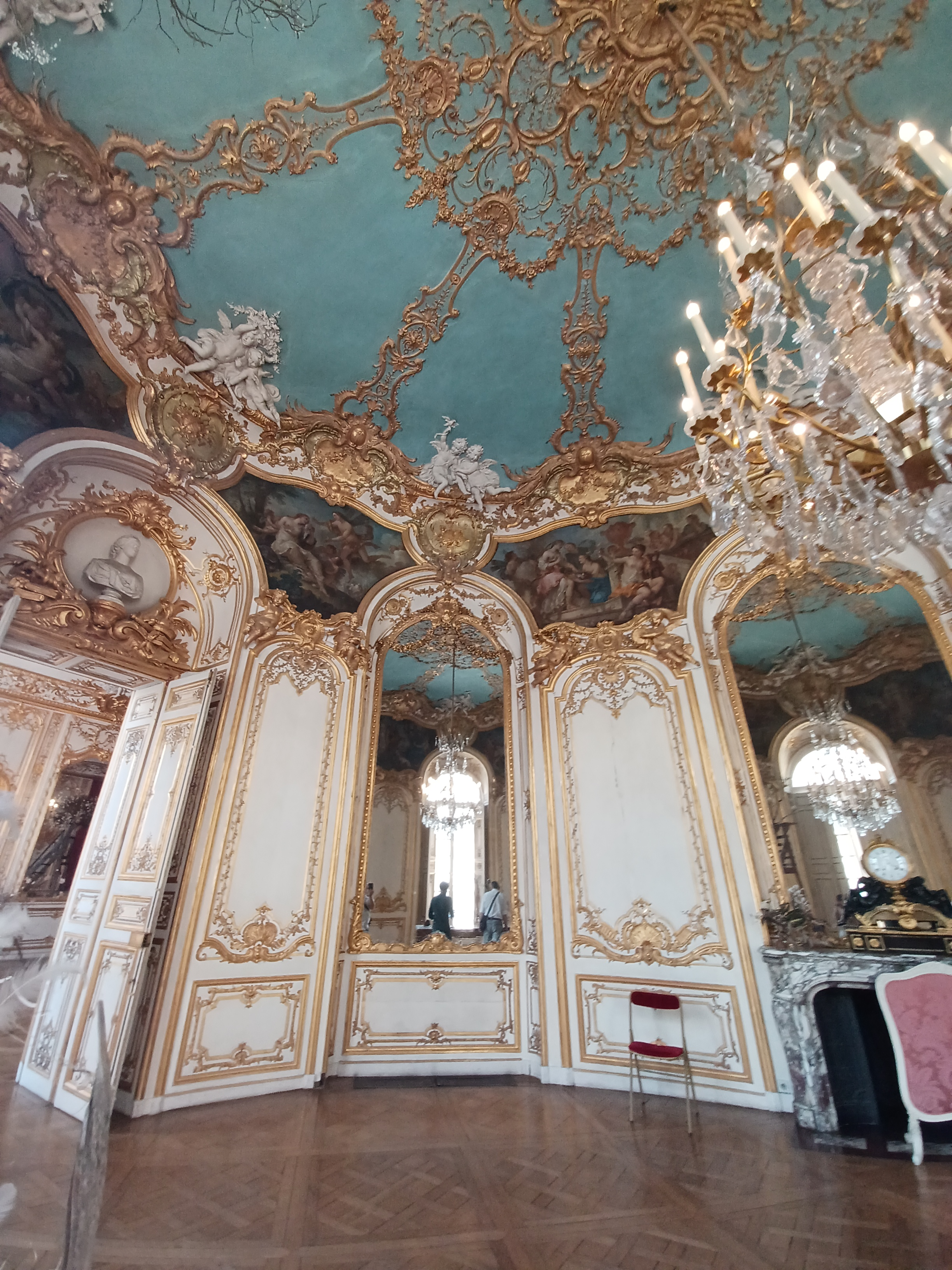
프랑스 파리 오텔 드 수비스의 살롱 드 라 프린세스

## 내부 배치
로코코 궁전의 내부 배치는 종종 다층 설계를 포함했으며, 일반적으로 두세 개 또는 네 개의 층으로 구성되었고, 각 층은 너비에 걸쳐 두 개의 방으로 이루어졌다. 방으로 접근하기 위해 복도나 통로를 사용하는 대신, 이러한 궁전은 하나 이상의 웅장한 계단과 별도로 서비스 계단 및 엘리베이터를 중심으로 설계되었으며, 이는 상층의 중앙 지점으로 이어졌다. 이 중앙 위치에서 거주자와 방문객은 서재, 전실, 객실, 부두아르, 탈의실과 같은 일련의 방들을 통과했다. 이러한 공공 공간에서 더 사적인 공간으로의 진행은 사회적 상호작용과 공간의 계층적 사용을 용이하게 했으며, 복도와 통로에 할당된 면적을 줄임으로써 건물의 순수 가용 면적을 극대화했다.
복도가 사용될 때는 일반적으로 하인과 직원만 사용했으며, 종종 벽난로 뒤를 지나 서비스 입구를 통해 이동했다. 고위층 인사와 손님은 목적지에 도달하기 위해 연결된 방들을 통해 이동했다. 1층에는 집사 식료품 저장실, 경비실, 보조 사무실, 자기 및 은식기실, 보온 주방과 같은 기능적 공간이 외부 부속 건물 및 서비스 입구와 쉽게 접근할 수 있도록 배치되었다. 무도회장, 예배당, 응접실, 주요 사무실, 국빈 식당과 같은 의례 공간은 궁전의 중심에 더 가깝게 배치되어 웅장한 계단과 인접하고 다른 관련 방들에 접근할 수 있도록 했다.

## 부속 건물

### 주방
18세기에 대저택과 궁전의 주방은 일반적으로 본관과 분리된 건물로 건축되었다. 이러한 분리는 전략적이었는데, 주로 요리에서 발생하는 열과 냄새가 주요 생활 공간으로 퍼지는 것을 완화하고, 주방에서 사고가 발생할 경우 궁전으로 불이 번지는 위험을 줄이기 위함이었다.
이러한 외부 주방에서 음식이 준비되면, 본관 1층에 위치한 보온 주방으로 운반되었다. 보온 주방에서는 접시가 놓이고 근처 자기 찬장이나 집사 식료품 저장실에 보관된 도구와 식기로 음식이 준비되었다. 음식이 따뜻하게 유지되고 서빙할 준비가 되도록, 음식은 보온 주방에서 식당으로 운반되었다. 이 운반은 전용 복도, 계단, 심지어 덤웨이터를 통해 용이하게 이루어질 수 있었다.
덤웨이터는 간단한 덤웨이터부터 더 정교한 기계식 또는 증기식 화물 엘리베이터에 이르기까지 다양하게 설계되었다. "도둑"으로 알려진 일부 시스템은 식탁의 각 자리마다 개별 엘리베이터가 포함되는 등 더욱 복잡했다. 이러한 시스템은 음식을 보온 주방과 식당 사이에서 직접 올리고 내릴 수 있게 하여, 하인이 식사 공간에 들어갈 필요성을 잠재적으로 없앴다. 이 기능은 기밀 또는 비밀 정보에 대한 논의와 같이 프라이버시가 요구되는 식사 시 특히 유리했다.

### 피난 건물
일부 로코코 궁전 단지에는 본궁에서 분리된 피난 건물 또는 은둔처로 알려진 구조물이 있었다. 이 구조물들은 대가족 구성원, 정부 관리, 하인, 손님 등이 많이 오가는 본궁에서 벗어나 보다 친밀한 환경을 제공했다. 은둔처는 일반적으로 2층 높이였으며 각 층에 몇 개의 방이 있었다.

### 마차고
로코코 궁전 단지에는 마차와 관련 장비를 보관하고 유지하는 데 사용되는 마차고가 자주 포함되었다. 이들은 마차를 끄는 말을 수용하기 위해 마구간 및 방목장과 연결되어 있었다.
영미권에서는 말 숙소 및 관리를 위한 이러한 단지를 종종 뮤즈 건물이라고 불렀다. 많은 역사적인 영국 저택에는 별도의 뮤즈가 있었다.

### 서비스 부속 건물 및 부속 시설
로코코 궁전에는 부동산의 다양한 운영 요구를 지원하도록 설계된 부속 건물 및 부속 시설이 복합적으로 존재했다. 주요 요리 주방과 마차고 외에도, 채소를 준비하고 설거지를 하는 설거지방, 육류의 신선도와 사용성을 연장하기 위해 뜨거운 숯불에 훈제하여 보존하는 데 사용되는 훈제실과 같은 구조물이 포함되었다.
하인 숙소는 궁전 기반 시설의 또 다른 구성 요소였다. 이 숙소는 별도의 부속 건물에 있거나 본궁의 특정 지역에 위치했다. 본관 내에 있을 경우, 하인 숙소는 궁전의 고위층 거주자와 방문객이 사용하는 통로와는 별개의 복도와 계단 시스템을 통해서만 접근할 수 있는 경우가 많았다.

## 조경

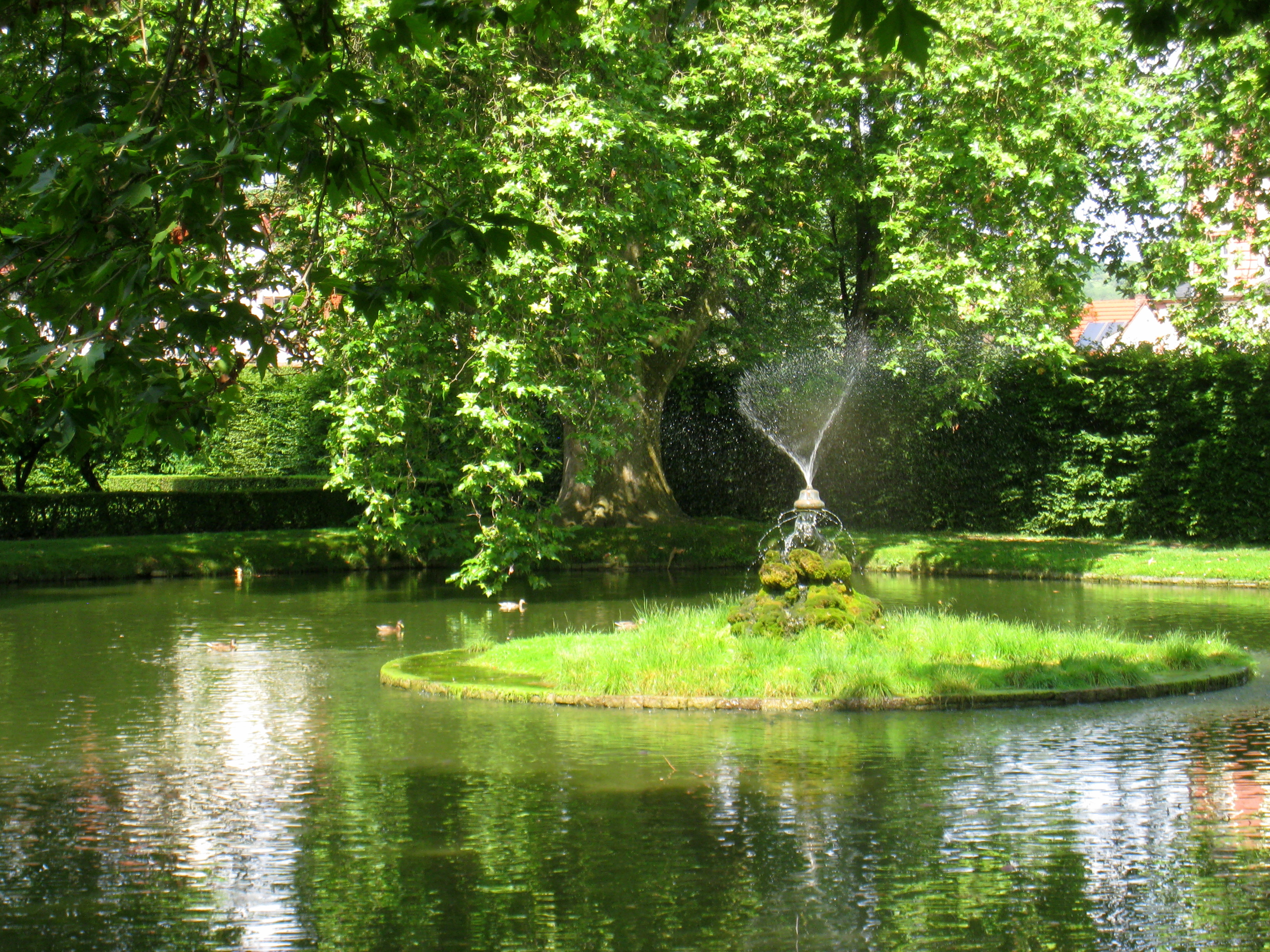
독일 연방 프랑코니아의 파이츠회히하임 궁전 로코코 정원

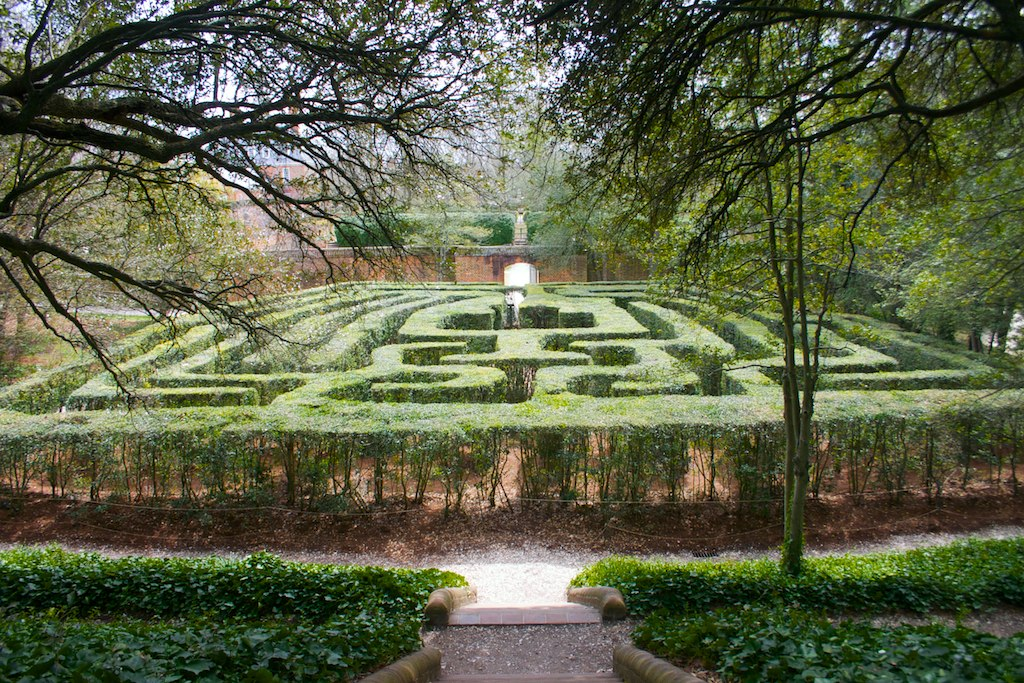
미국 윌리엄스버그 주지사 궁전의 생울타리 미로

로코코 궁전과 대저택에는 파르테르, 채소밭, 생울타리 미로, 분수, 반영 연못 등 여러 형식 및 비형식 정원이 있었다. 이러한 각 요소는 조경 디자인 내에서 특정한 미적 및 기능적 목적을 수행했다.
파르테르는 큰낫과 잔디 깎는 기계를 사용하여 약 반 미터 이하의 높이로 유지되는 정형적인 정원이었다. 이들은 기밀 사항을 논의하기에 이상적인 매우 사적인 야외 공간으로 간주되었는데, 식물의 낮은 높이 덕분에 근처에 있는 사람이라면 누구든지 보였으므로 도청 위험이 줄어들었다.
채소밭은 일반적으로 하인과 정원사가 가꾸어 외부에서 공급되는 식량을 보충하는 신선한 농산물을 생산했다.
생울타리 미로는 오락과 미적 매력을 모두 제공했으며, 일부는 중앙 막다른 곳으로 이어지는 하나의 입구와 출구로 설계되었다. 이 중앙 특징은 종종 작은 조각상이나 분수를 포함했으며, 데이트와 같은 더 사적인 만남을 위한 한적한 장소를 제공했다.
이러한 정원의 장식 요소 중 캄파나 꽃병은 특히 주목할 만했다. 밑동이 좁고 몸통이 넓고 원통형인 이 큰 돌 꽃병은 고대 로마의 꽃병과 고대 시대의 와인 생산에 전통적으로 사용되던 항아리에서 영감을 얻었다.

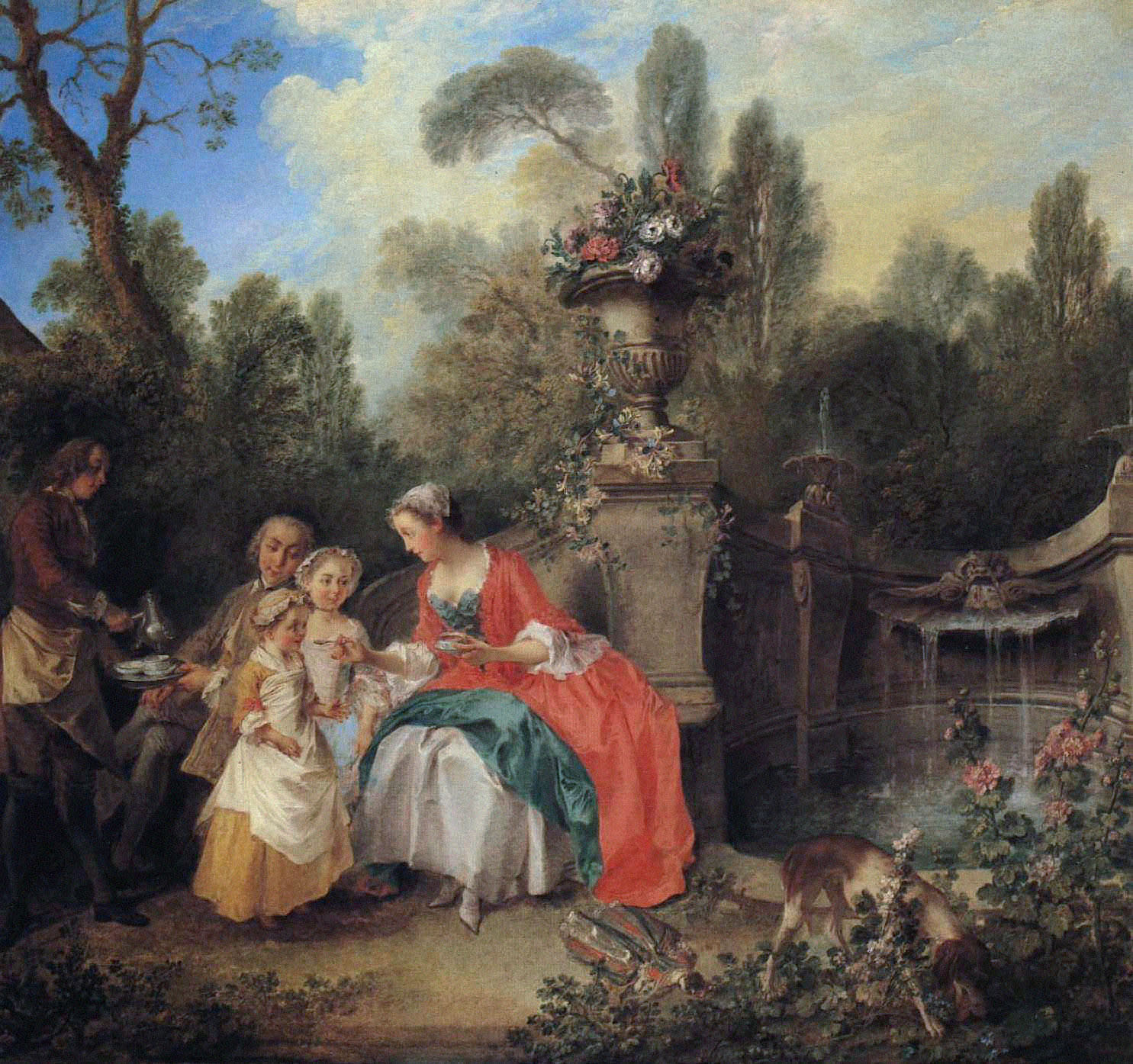
니콜라 랑크레의 '정원에서 아이들과 커피를 마시는 숙녀와 신사'